# Frankfurter Allgemeine Buch
Frankfurter Allgemeine Buch ist eine 1996 gegründete Marke der F.A.Z.-Gruppe mit Sitz in Frankfurt. Unter diesem Namen erscheinen jährlich rund 30 Bücher für Wirtschaftsinteressierte sowie Fach- und Führungskräfte.

## Geschichte
Ausgehend von der Wirtschaftszeitschrift der FAZ „Blick durch die Wirtschaft“ ging 1996 aus der „edition blickbuch“ der Frankfurter Allgemeine Buch Verlag hervor. Im Jahr 2002 wurde der Verlag in den Bereich des F.A.Z.-Institutes für Management-, Markt- und Medieninformationen GmbH übernommen. Seit 2017 ist Frankfurter Allgemeine Buch eine Marke der neu gegründeten FAZIT Communication GmbH.

## Verlagsprogramm
Der Verlag teilt sein Programm in die Sparten Kommunikation, Management und Finanzen sowie Politik & Gesellschaft und Karriere & Erfolg an. Des Weiteren bietet er an, Corporate Books zu verlegen.

## Autoren
Zu den Autoren und Herausgebern gehören u. a.: Albert Thiele, Miriam Meckel, Laszlo Trankovits, Ferri Abolhassan, Harald R. Fortmann, Thomas R. Köhler, Karen Horn, Hans H. Hinterhuber, Hans Flick, Constanze Kleis, Frederike Probert, Rheinhard Müller, Achim Greser und Heribert Lenz.

## Auszeichnungen
- Deutscher Wirtschaftsbuchpreis 2007 für den Titel „Die Wahrheit über die Heuschrecken“.
- Deutscher Wirtschaftsbuchpreis 2008 für den Titel „Das Geld reicht nie“.
- International Book Award get Abstract 2009 für den Titel „Verkauft und nichts verraten“.